# Борис-Глеб (Московская область)
Борис-Глеб — деревня в Клинском районе Московской области, в составе Зубовского сельского поселения. Население — 16 чел. (2010). До 2006 года Борис-Глеб входил в состав Зубовского сельского округа.
Деревня расположена в восточной части района, примерно в 10 км к востоку от райцентра Клин, высота центра над уровнем моря 172 м. Ближайшие населённые пункты — Соголево на севере и Пустые Меленки на юге. Через деревню проходит региональная автодорога 46К-0260 (автотрасса М10 «Россия» — Зубово — Московское большое кольцо).

## Население
| 2002 | 2006 | 2010 |
| ---- | ---- | ---- |
| 10   | ↘2   | ↗16  |